# Orzeł (film)
Pour les articles homonymes, voir Orzeł.
Pour plus de détails, voir Fiche technique et Distribution.

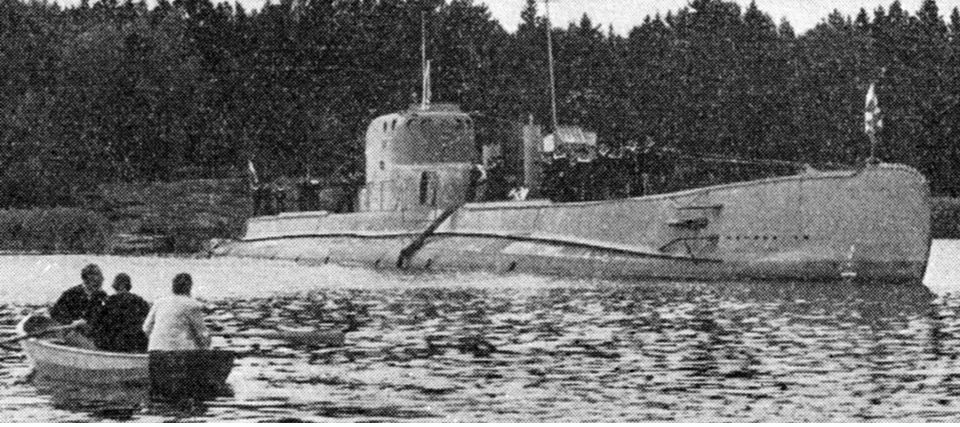
ORP Sęp

Orzeł  est un film polonais de Leonard Buczkowski sorti en salles le 7 février 1959.

## Synopsis
Septembre 1939, l'équipage du sous-marin polonais Orzeł alors en mission apprend que la Pologne a été envahie par l'Allemagne nazie. En raison de dommages subies par la Luftwaffe et la Kriegsmarine et de la maladie du commandant le submersible se rend à Tallinn en Estonie où il est interné. L'équipage prend la décision de s'écahpper et de rallier l'Angleterre.

## Fiche technique
- Titre original : Orzeł
- Réalisation : Leonard Buczkowski
- Scénario : Janusz Meissner, Leonard Buczkowski
- Musique : Waldemar Kazanecki
- Photographie : Jerzy Stawicki
- Montage : Krystyna Batory
- Décors : Anatol Radzinowicz
- Costumes : Jerzy Kondracki
- Consultant naval: komandor Bolesław Romanowski
- Société de production : P. P. Film Polski, Zespół Filmowy Kadr
- Pays d'origine :  Pologne
- Langues originales : polonais, allemand, estonien
- Genre : guerre, drame, action
- Format : noir et blanc  - son mono
- Durée : 103 minutes
- Dates de sortie : 7 février 1959

## Distribution
L'équipage d'Orzeł :
- les officiers :
  - Aleksander Sewruk : komandor podporucznik (capitaine de corvette) Henryk Kłoczkowski, (Kozłowski dans le film),
  - Wieńczysław Gliński : kapitan marynarki (lieutenant de vaisseau) Jan Grudziński, (Grabiński dans le film),
  - Jan Machulski : porucznik marynarki (enseigne de vaisseau de 1re classe) Pilecki,
  - Roland Głowacki : porucznik marynarki Roland –  ingénieur en chef,
  - Andrzej Herder : podporucznik marynarki (enseigne de vaisseau de 2e classe) Morawski ;
- les officiers mariniers supérieurs :
  - Zbigniew Filus : starszy bosman (premier maître) Wacław Pierzchała ;
- les officiers mariniers subalternes : 
  - Czesław Piaskowski : bosman (maître) Serafin,
  - Henryk Bąk : bosman Wiktorczyk,
  - Tadeusz Gwiazdowski : bosman Bryt,
  - Ignacy Machowski : bosman Mirta – radiotélégraphiste ;
- l'équipage :
  - Bronisław Pawlik : mat (quartier-maître) Rokosz,
  - Jerzy Nowak : mat Sznuk,
  - Michał Gazda : mat Okoń,
  - Józef Łodyński : mat Baczek,
  - Stanisław Bareja : cuisinier (non crédité),
  - Henryk Boukołowski : matelot.

Les autres rôles :
- Marian Nowicki : attaché naval polonais (kapitan marynarki) à Tallinn ;
- Kazimierz Wilamowski : amiral estonien internant le navire ;
- Stanisław Milski : Hozer  – commandant adjoint de port de Tallinn ;
- Ryszard Filipski : un soldat estonien ;
- Zygmunt Hübner : commandant de bateau allemand.

Les figurants :
- Lech Wojciechowski : soldat estonien (étudiant à l'Académie de théâtre Alexandre-Zelwerowicz) ;
- Jerzy Kozakiewicz  : sous-officier estonien (étudiant à l'École nationale de cinéma de Łódź).

## Autour du film
Inspiré par des faits réels, le film n'est pourtant pas un récit historique. Des nombreux événements ainsi que les noms de l'équipage ont été changés, ainsi le komandor podporucznik (capitaine de corvette) Henryk Kłoczkowski est devenu komandor podporucznik Kozłowski, le kapitan (lieutenant de vaisseau) Jan Grudziński – kapitan Grabiński et le porucznik (enseigne de vaisseau de 1re classe) Piasecki – porucznik Pilecki.
Orzeł est joué par un sous-marin de la même classe le Sęp, les navires allemands, entre autres, par des draguers de mines de classe T-43 et le cargo allemand Schwerin par le cargo polonais Hugo Kołłątaj.